# Torneo de Brisbane 2025
El Brisbane International 2025 fue un evento de tenis de la ATP Tour 250 en su rama masculina y WTA 500 en la femenina, se disputó en Brisbane (Australia) en el complejo Queensland Tennis Centre y en cancha dura al aire libre, haciendo parte de un par de eventos que hacen de antesala al Abierto de Australia, desde el 30 de diciembre de 2024 hasta el 6 de enero de 2025.

## Distribución de puntos
| Modalidad            | Campeón | Finalista | Semifinales | Cuartos de final | 2ª ronda | 1ª ronda | Clasificados | 2ª ronda de clasificación | 1ª ronda de clasificación |
| Individual masculino | 250     | 165       | 100         | 50               | 25       | 0        | 13           | 7                         | 0                         |
| Dobles masculino     | 250     | 150       | 90          | 45               | 20       | 0        | -            | -                         | -                         |

| Modalidad           | Campeona | Finalista | Semifinales | Cuartos de final | 2ª ronda | 1ª ronda | Clasificadas | 2ª ronda de clasificación | 1ª ronda de clasificación |
| Individual femenino | 500      | 325       | 195         | 108              | 60       | 1        | 25           | 13                        | 1                         |
| Dobles femenino     | 500      | 325       | 195         | 108              | -        | 1        | -            | -                         | -                         |

## Cabezas de serie

### Individuales masculino
| Tenista          | Ranking | Preclasificado |
| Novak Djokovic   | 7       | 1              |
| Grigor Dimitrov  | 10      | 2              |
| Holger Rune      | 13      | 3              |
| Frances Tiafoe   | 18      | 4              |
| Sebastian Korda  | 22      | 5              |
| Alejandro Tabilo | 23      | 6              |
| Alexei Popyrin   | 24      | 7              |
| Jordan Thompson  | 26      | 8              |

- Ranking del 24 de diciembre de 2024.[3]

### Dobles masculino
| Tenista                           | Ranking | Preclasificado |
| Nikola Mektić Michael Venus       | 23      | 1              |
| Harri Heliövaara Henry Patten     | 30      | 2              |
| Nathaniel Lammons Jackson Withrow | 38      | 3              |
| Joe Salisbury Neal Skupski        | 51      | 4              |
| Julian Cash Lloyd Glasspool       | 60      | 5              |
| Jamie Murray John Peers           | 62      | 6              |
| Austin Krajicek Rajeev Ram        | 73      | 7              |
| Nicolás Barrientos Sander Gillé   | 80      | 8              |

### Individuales femenino
| Tenista               | Ranking | Preclasificada |
| Aryna Sabalenka       | 1       | 1              |
| Emma Navarro          | 8       | 2              |
| Daria Kasatkina       | 9       | 3              |
| Paula Badosa          | 12      | 4              |
| Diana Shnaider        | 13      | 5              |
| Anna Kalinskaya       | 14      | 6              |
| Jeļena Ostapenko      | 15      | 7              |
| Mirra Andreeva        | 16      | 8              |
| Marta Kostyuk         | 18      | 9              |
| Victoria Azarenka     | 20      | 10             |
| Magdalena Fręch       | 25      | 11             |
| Linda Nosková         | 26      | 12             |
| Liudmila Samsonova    | 27      | 13             |
| Ekaterina Alexandrova | 28      | 14             |
| Yulia Putintseva      | 29      | 15             |
| Dayana Yastremska     | 33      | 16             |

- Ranking del 24 de diciembre de 2024.[4]

### Dobles femenino
| Tenista                          | Ranking | Preclasificada |
| Chan Hao-ching Lyudmyla Kichenok | 20      | 1              |
| Anna Danilina Irina Khromacheva  | 40      | 2              |
| Marta Kostyuk Jeļena Ostapenko   | 66      | 3              |
| Guo Hanyu Alexandra Panova       | 66      | 4              |

## Campeones

### Individual masculino
Jiří Lehečka venció a  Reilly Opelka por 4-1, ret.

### Individual femenino
Aryna Sabalenka venció a  Polina Kudermetova por 4-6, 6-3, 6-2

### Dobles masculino
Julian Cash /  Lloyd Glasspool vencieron a  Jiří Lehečka /  Jakub Mensik por 6-3, 6-7(2-7), [10-6]

### Dobles femenino
Mirra Andreeva /  Diana Shnaider vencieron a  Priscilla Hon /  Anna Kalinskaya por 7-6(8-6), 7-5